# Podu-myeon
Podu-myeon (koreanska: 포두면)är en socken i Sydkorea. Den ligger i kommunen Goheung-gun i provinsen Södra Jeolla i den södra delen av landet, 330 km söder om huvudstaden Seoul.